# Museo Trincheras Sonora
El Museo de Sitio Trincheras es un museo de Sitio de la Zona Arqueológica del Cerro de Trincheras, en el poblado de Trincheras Sonora, fundado el 15 de diciembre de 2011, como parte de la Secretaría de Cultura federal y el INAH.
Cuenta con una tres salas de exhibiciones permanentes y una sala de exhibiciones temporales. 
En el museo se muestran elementos de la Cultura Trincheras, y sus antecedentes, los primeros pobladores y vestigios en la región de los grupos de la cultura Clovis y, mediante lo excavado, encontrado y estudiado en el sitio arqueológico La Playa, ubicada a 10 km al norte del poblado de Trincheras, todo dentro del municipio de Trincheras, denominado Zona de monumentos, por su representatividad y significado en el Desierto de Sonora y de Arizona, (10000-5000 a. C.) hasta lo relacionado con las primeras actividades de agricultores hasta el surgimiento y desarrollo de la posterior Cultura Trincheras en el Prehispánico tardío (años 1300 a 1400 d. C.)
Adicionalmente en otro lugar, se encuentra el Museo Comunitario de Trincheras, el cual es un museo particular, con venta de artículos de la región.